# Giải vô địch bóng đá U-17 thế giới 2003
Giải vô địch bóng đá U-17 thế giới 2003, là giải đấu lần thứ 10 của Giải vô địch bóng đá U-17 thế giới. Được tổ chức tại các thành phố Helsinki, Tampere, Lahti và Turku ở Phần Lan từ ngày 13 đến ngày 30 tháng 8 năm 2003. Các cầu thủ sinh sau ngày 1 tháng 1 năm 1986 đủ điều kiện tham gia giải đấu này. Một số tranh cãi đã nổ ra sau giải đấu sau khi một số cầu thủ của Sierra Leone đào tẩu sang Phần Lan.

## Đội tuyển
| Lien đoàn                         | Giải đấu loại                                 | Các đội tuyển vượt qua vòng loại  |
| --------------------------------- | --------------------------------------------- | --------------------------------- |
| AFC (châu Á)                      | Giải vô địch bóng đá U-17 châu Á 2002         | Hàn Quốc · Yemen · Trung Quốc     |
| CAF (châu Phi)                    | Giải vô địch bóng đá U-17 châu Phi 2003       | Cameroon · Sierra Leone · Nigeria |
| CONCACAF (Bắc, Trung Mỹ & Caribe) | Giải vô địch bóng đá U-17 CONCACAF 2003       | Hoa Kỳ · Costa Rica · México      |
| CONMEBOL (Nam Mỹ)                 | Giải vô địch bóng đá U-17 Nam Mỹ 2003         | Argentina · Brasil · Colombia     |
| OFC (châu Đại Dương)              | Giải vô địch bóng đá U-17 châu Đại Dương 2003 | Úc                                |
| UEFA (châu Âu)                    | Chủ nhà                                       | Phần Lan                          |
| UEFA (châu Âu)                    | Giải vô địch bóng đá U-17 châu Âu 2003        | Bồ Đào Nha · Tây Ban Nha          |

## Địa điểm
Giải đấu được tổ chức tại bốn thành phố ở Phần Lan: Helsinki, Turku, Tampere và Lahti.
| HelsinkiLahtiTampereTurkuGiải vô địch bóng đá U-17 thế giới 2003 (Phần Lan) |                      |                                            |                    |
| Helsinki                                                                    | Turku                | Tampere                                    | Lahti              |
| Sân vận động Finnair                                                        | Sân vận động Veritas | Sân vận động Tampere                       | Sân vận động Lahti |
|                                                                             |                      |                                            |                    |
| Sân vận động Töölö                                                          | Sân vận động Turku   | Sân vận động Ratina (Sân vận động Tampere) | Sân vận động Lahti |

## Đội hình
Danh sách đội hình, xem Danh sách cầu thủ tham dự giải vô địch bóng đá U-17 thế giới 2003

## Vòng bảng
Tất cả các trận đấu diễn ra theo giờ địa phương (EEST/UTC+3)

### Bảng A
| Đội        | ST | T | H | B | BT | BB | HS | Đ |
| ---------- | -- | - | - | - | -- | -- | -- | - |
| Colombia   | 3  | 2 | 1 | 0 | 11 | 2  | +9 | 7 |
| México     | 3  | 1 | 2 | 0 | 5  | 3  | +2 | 5 |
| Phần Lan   | 3  | 1 | 0 | 2 | 3  | 12 | –9 | 3 |
| Trung Quốc | 3  | 0 | 1 | 2 | 5  | 7  | –2 | 1 |

| Phần Lan                  | 2–1      | Trung Quốc    |
| ------------------------- | -------- | ------------- |
| Parikka 6' · Petrescu 64' | Chi tiết | Jiang Chen 4' |

| México | 0–0      | Colombia |
| ------ | -------- | -------- |
|        | Chi tiết |          |

| Trung Quốc      | 1–2      | Colombia                           |
| --------------- | -------- | ---------------------------------- |
| Wang Yongpo 67' | Chi tiết | Guarín 73' (ph.đ.) · Hernández 80' |

| Phần Lan | 0–2      | México                 |
| -------- | -------- | ---------------------- |
|          | Chi tiết | Ceja 39' · Herrera 51' |

| Trung Quốc                            | 3–3      | México                                 |
| ------------------------------------- | -------- | -------------------------------------- |
| Wang Yongpo 35' · Jiang Chen 61', 81' | Chi tiết | Flores 51' · Mariaca 73' · Murguía 78' |

| Colombia                                                                          | 9–1      | Phần Lan     |
| --------------------------------------------------------------------------------- | -------- | ------------ |
| Hidalgo 16', 32' (ph.đ.), 50', 61' · Ramos 36', 68', 71' · Guarín 63' · Núñez 74' | Chi tiết | Petrescu 41' |

### Bảng B
| Đội        | ST | T | H | B | BT | BB | HS | Đ |
| ---------- | -- | - | - | - | -- | -- | -- | - |
| Argentina  | 3  | 3 | 0 | 0 | 5  | 0  | +5 | 9 |
| Costa Rica | 3  | 1 | 1 | 1 | 3  | 3  | 0  | 4 |
| Nigeria    | 3  | 1 | 1 | 1 | 3  | 3  | 0  | 4 |
| Úc         | 3  | 0 | 0 | 3 | 1  | 6  | –5 | 0 |

Lưu ý: Vị trí thứ hai được xác định bằng cách bốc thăm

| Argentina              | 2–0      | Úc |
| ---------------------- | -------- | -- |
| Garay 6' · Cólzera 69' | Chi tiết |    |

| Costa Rica | 1–1      | Nigeria |
| ---------- | -------- | ------- |
| Arias 83'  | Chi tiết | Bala 9' |

| Úc         | 1–2      | Nigeria              |
| ---------- | -------- | -------------------- |
| Giraldi 2' | Chi tiết | Mikel 73' · Bala 84' |

| Argentina        | 2–0      | Costa Rica |
| ---------------- | -------- | ---------- |
| Peirone 84', 90' | Chi tiết |            |

| Nigeria | 0–1      | Argentina   |
| ------- | -------- | ----------- |
|         | Chi tiết | Faurlín 59' |

| Úc | 0–2      | Costa Rica                          |
| -- | -------- | ----------------------------------- |
|    | Chi tiết | Rodríguez 62' (ph.đ.) · Salazar 75' |

### Bảng C
| Đội        | ST | T | H | B | BT | BB | HS | Đ |
| ---------- | -- | - | - | - | -- | -- | -- | - |
| Brasil     | 3  | 2 | 1 | 0 | 9  | 1  | +8 | 7 |
| Bồ Đào Nha | 3  | 1 | 1 | 1 | 9  | 13 | –4 | 4 |
| Cameroon   | 3  | 0 | 3 | 0 | 7  | 7  | 0  | 3 |
| Yemen      | 3  | 0 | 1 | 2 | 4  | 8  | –4 | 1 |

| Yemen                                            | 3–4    | Bồ Đào Nha                                                    |
| ------------------------------------------------ | ------ | ------------------------------------------------------------- |
| Al-Badani 31' · Sharyan 45+2' · Sousa 77' (l.n.) | Report | Sousa 56' · Curto 68' · M. Fernandes 80' · Al-Safi 82' (l.n.) |

| Cameroon         | 1–1      | Brasil    |
| ---------------- | -------- | --------- |
| Joseph Mawaye 5' | Chi tiết | Abuda 38' |

| Bồ Đào Nha | 0–5      | Brasil                                                               |
| ---------- | -------- | -------------------------------------------------------------------- |
|            | Chi tiết | Léo 20' · Abuda 52' · Ederson 68' (ph.đ.) · Evandro 77' · Thyago 86' |

| Yemen       | 1–1      | Cameroon   |
| ----------- | -------- | ---------- |
| Juaim 90+2' | Chi tiết | Mawaye 74' |

| Brasil                        | 3–0      | Yemen |
| ----------------------------- | -------- | ----- |
| Evandro 28', 32' · Arouca 86' | Chi tiết |       |

| Bồ Đào Nha                                     | 5–5      | Cameroon                                                        |
| ---------------------------------------------- | -------- | --------------------------------------------------------------- |
| Vieirinha 21' · Curto 36', 43', 44' · Gama 52' | Chi tiết | T. Costa 70' (l.n.) · N'Gal 74', 76' · N'Guémo 88' · Mbia 90+4' |

### Bảng D
| Đội          | ST | T | H | B | BT | BB | HS | Đ |
| ------------ | -- | - | - | - | -- | -- | -- | - |
| Tây Ban Nha  | 3  | 2 | 1 | 0 | 8  | 5  | +3 | 7 |
| Hoa Kỳ       | 3  | 2 | 0 | 1 | 8  | 4  | +4 | 6 |
| Hàn Quốc     | 3  | 1 | 0 | 2 | 6  | 11 | –5 | 3 |
| Sierra Leone | 3  | 0 | 1 | 2 | 6  | 8  | –2 | 1 |

| Hàn Quốc         | 1–6      | Hoa Kỳ                                                             |
| ---------------- | -------- | ------------------------------------------------------------------ |
| Owens 11' (l.n.) | Chi tiết | Adu 16', 89', 90+2' (ph.đ.) · Owens 26' · Watson 54' · Curfman 75' |

| Tây Ban Nha                           | 3–3      | Sierra Leone                     |
| ------------------------------------- | -------- | -------------------------------- |
| Rodríguez 8' · Sisi 15' · Nadal 90+6' | Chi tiết | Barlay 34', 73' · Ruz 36' (l.n.) |

| Hoa Kỳ                         | 2–1      | Sierra Leone |
| ------------------------------ | -------- | ------------ |
| González 45' (ph.đ.) · Adu 89' | Chi tiết | Sesay 32'    |

| Hàn Quốc                                | 2–3      | Tây Ban Nha         |
| --------------------------------------- | -------- | ------------------- |
| Yang Dong-hyun 45' · Sánchez 59' (l.n.) | Chi tiết | Silva 65', 73', 76' |

| Sierra Leone     | 2–3      | Hàn Quốc                                                 |
| ---------------- | -------- | -------------------------------------------------------- |
| Metzger 36', 51' | Chi tiết | Han Dong-won 28' · Yang Dong-hyun 74' · Lee Yong-rae 78' |

| Hoa Kỳ | 0–2      | Tây Ban Nha               |
| ------ | -------- | ------------------------- |
|        | Chi tiết | Jurado 11' · Fàbregas 70' |

## Vòng đấu loại trực tiếp

### Sơ đồ
|  | Tứ kết                | Tứ kết                |                       |       | Bán kết       | Bán kết       |  |  | Chung kết | Chung kết |
|  |                       |                       |                       |       |               |               |  |  |           |           |
|  | 23 tháng 8 – Helsinki |                       |                       |       |               |               |  |  |           |           |
|  |                       |                       |                       |       |               |               |  |  |           |           |
|  | Colombia              | 2                     |                       |       |               |               |  |  |           |           |
|  | Colombia              | 2                     | 27 tháng 8 – Tampere  |       |               |               |  |  |           |           |
|  | Costa Rica            | 0                     |                       |       |               |               |  |  |           |           |
|  | Costa Rica            | 0                     | Colombia              | 0     |               |               |  |  |           |           |
|  | 24 tháng 8 – Turku    |                       | Colombia              | 0     |               |               |  |  |           |           |
|  |                       | Brasil                | 2                     |       |               |               |  |  |           |           |
|  | Brasil                | Brasil                | 2                     | 3     |               |               |  |  |           |           |
|  | Brasil                |                       | 30 tháng 8 – Helsinki | 3     |               |               |  |  |           |           |
|  | Hoa Kỳ                | 0                     |                       |       |               |               |  |  |           |           |
|  | Hoa Kỳ                | 0                     | Brasil                | 1     |               |               |  |  |           |           |
|  | 23 tháng 8 – Lahti    |                       | Brasil                | 1     |               |               |  |  |           |           |
|  |                       | Tây Ban Nha           | 0                     |       |               |               |  |  |           |           |
|  | Argentina             | Tây Ban Nha           | 0                     | 2     |               |               |  |  |           |           |
|  | Argentina             | 27 tháng 8 – Helsinki |                       | 2     |               |               |  |  |           |           |
|  | México                | 0                     |                       |       |               |               |  |  |           |           |
|  | México                | 0                     | Argentina             | 2     |               |               |  |  |           |           |
|  | 24 tháng 8 – Tampere  |                       | Argentina             | 2     |               |               |  |  |           |           |
|  |                       | Tây Ban Nha (a.e.t.)  | 3                     |       | Tranh hạng ba | Tranh hạng ba |  |  |           |           |
|  | Tây Ban Nha           | Tây Ban Nha (a.e.t.)  | 3                     | 5     | Tranh hạng ba | Tranh hạng ba |  |  |           |           |
|  | Tây Ban Nha           |                       | 30 tháng 8 – Helsinki | 5     |               |               |  |  |           |           |
|  | Bồ Đào Nha            | 2                     |                       |       |               |               |  |  |           |           |
|  | Bồ Đào Nha            | 2                     | Colombia              | 1 (4) |               |               |  |  |           |           |
|  |                       |                       |                       |       |               |               |  |  |           |           |
|  | Argentina (p)         | 1 (5)                 |                       |       |               |               |  |  |           |           |
|  | Argentina (p)         | 1 (5)                 |                       |       |               |               |  |  |           |           |

### Tứ kết
| Colombia          | 2–0      | Costa Rica |
| ----------------- | -------- | ---------- |
| Otalvaro 25', 43' | Chi tiết |            |

| Argentina                 | 2–0      | México |
| ------------------------- | -------- | ------ |
| Cardozo 34' · Peirone 45' | Chi tiết |        |

| Brasil                                   | 3–0      | Hoa Kỳ |
| ---------------------------------------- | -------- | ------ |
| Leonardo 18' · Ederson 61' · Evandro 64' | Chi tiết |        |

| Tây Ban Nha                                                        | 5–2      | Bồ Đào Nha               |
| ------------------------------------------------------------------ | -------- | ------------------------ |
| Sánchez 28' · Fàbregas 42', 78' · Nadal 50' · Jurado 90+4' (ph.đ.) | Chi tiết | Curto 3' · Vieirinha 87' |

### Bán kết
| Colombia | 0–2      | Brasil         |
| -------- | -------- | -------------- |
|          | Chi tiết | Abuda 16', 72' |

| Argentina              | 2–3 (s.h.p.) | Tây Ban Nha                     |
| ---------------------- | ------------ | ------------------------------- |
| Biglia 11' · Garay 31' | Chi tiết     | Fàbregas 48', 119' · Jurado 53' |

### Tranh hạng ba
| Colombia                                             | 1–1 (s.h.p.) | Argentina                                            |
| ---------------------------------------------------- | ------------ | ---------------------------------------------------- |
| Hidalgo 53' (ph.đ.)                                  | Chi tiết     | Lagos 4'                                             |
| Loạt sút luân lưu                                    |              |                                                      |
| Hidalgo · Otalvaro · Guarín · Núñez · Movil · Vargas | 4–5          | Garay · Formica · Faurlín · Cólzera · Díaz · Hassell |

### Chung kết
| Brasil      | 1–0      | Tây Ban Nha |
| ----------- | -------- | ----------- |
| Leonardo 7' | Chi tiết |             |

## Vô địch
| Giải vô địch bóng đá U-17 thế giới 2003 |
| --------------------------------------- |
| · Brasil · Lần thứ 3                    |

## Cầu thủ ghi bàn
Đã có 117 bàn thắng ghi được trong 32 trận đấu, trung bình 3.66 bàn thắng mỗi trận đấu.
5 bàn thắng
- Cesc Fàbregas
- Carlos Hidalgo
- Manuel Curto

4 bàn thắng
- Abuda
- Evandro
- Freddy Adu

3 bàn thắng
- Hernán Peirone
- Jiang Chen
- Adrián Ramos
- José Manuel Jurado
- David Silva

2 bàn thắng
- Ezequiel Garay
- Ederson
- Leonardo
- Joseph Mawaye
- Serge N'Gal
- Wang Yongpo
- Fredy Guarín
- Harrison Otalvaro
- Tomi Petrescu
- Ezekiel Bala
- Vieirinha
- Samuel Barlay
- Obi Metzger
- Yang Dong-Hyun
- Xisco Nadal

1 bàn thắng
- Lucas Biglia
- Neri Cardozo
- Ariel Cólzera
- Alejandro Faurlín
- Diego Lagos
- Dez Giraldi
- Arouca
- Léo Matos
- Thyago
- Stéphane Mbia
- Landry N'Guémo
- Sebastián Hernández
- Juan Gilberto Núñez
- Yosimar Arias
- Pablo Rodríguez
- Alonso Salazar
- Jarno Parikka
- Julio Ceja
- Gerardo Flores Zúñiga
- Oscar Herrera
- Manuel Mariaca
- Rafael Murguía
- Mikel John Obi
- Bruno Gama
- Manuel Fernandes
- Márcio Sousa
- Alimamy Sesay
- Han Dong-won
- Lee Yong-rae
- David Rodríguez
- Sergio Sánchez
- Sisi
- Steven Curfman
- Guillermo Gonzalez
- Dwight Owens
- Jamie Watson
- Yasser Al-Badani
- Sami Juaim
- Abdulelah Sharyan

1 bàn phản lưới nhà
- Márcio Sousa (trong trận gặp Yemen)
- Tiago Costa (trong trận gặp Cameroon)
- Ruz (trong trận gặp Sierra Leone)
- Sergio Sánchez (trong trận gặp Hàn Quốc)
- Dwight Owens (trong trận gặp Hàn Quốc)
- Abdullah Al-Safi (trong trận gặp Bồ Đào Nha)

## Bảng xếp hạng giải đấu
| VT                  | Đội          | ST | T | H | B | BT | BB | HS  | Đ  |
| ------------------- | ------------ | -- | - | - | - | -- | -- | --- | -- |
| 1                   | Brasil       | 6  | 5 | 1 | 0 | 15 | 1  | +14 | 16 |
| 2                   | Tây Ban Nha  | 6  | 4 | 1 | 1 | 16 | 10 | +6  | 13 |
| 3                   | Argentina    | 6  | 4 | 1 | 1 | 10 | 4  | +6  | 13 |
| 4                   | Colombia     | 6  | 3 | 2 | 1 | 14 | 5  | +9  | 11 |
| Bị loại ở tứ kết    |              |    |   |   |   |    |    |     |    |
| 5                   | Hoa Kỳ       | 4  | 2 | 0 | 2 | 8  | 7  | +1  | 6  |
| 6                   | México       | 4  | 1 | 2 | 1 | 5  | 5  | 0   | 5  |
| 7                   | Costa Rica   | 4  | 1 | 1 | 2 | 3  | 5  | –2  | 4  |
| 8                   | Bồ Đào Nha   | 4  | 1 | 1 | 2 | 11 | 18 | –7  | 4  |
| Bị loại ở vòng bảng |              |    |   |   |   |    |    |     |    |
| 9                   | Nigeria      | 3  | 1 | 1 | 1 | 3  | 3  | 0   | 4  |
| 10                  | Cameroon     | 3  | 0 | 3 | 0 | 7  | 7  | 0   | 3  |
| 11                  | Hàn Quốc     | 3  | 1 | 0 | 2 | 6  | 11 | –5  | 3  |
| 12                  | Phần Lan     | 3  | 1 | 0 | 2 | 3  | 12 | –9  | 3  |
| 13                  | Sierra Leone | 3  | 0 | 1 | 2 | 6  | 8  | –2  | 1  |
| 14                  | Trung Quốc   | 3  | 0 | 1 | 2 | 5  | 7  | –2  | 1  |
| 15                  | Yemen        | 3  | 0 | 1 | 2 | 4  | 8  | –4  | 1  |
| 16                  | Úc           | 3  | 0 | 0 | 3 | 1  | 6  | –5  | 0  |